# 麦基诺螳属
麦基诺螳属（学名：Myrcinus）是宽膝螳科的一属。

## 下属物种
本属包括以下物种：
- Myrcinus aspera Stal, 1877
- Myrcinus octispinus Stal, 1877
- Myrcinus tuberosus Stal, 1877